# Американські гірки

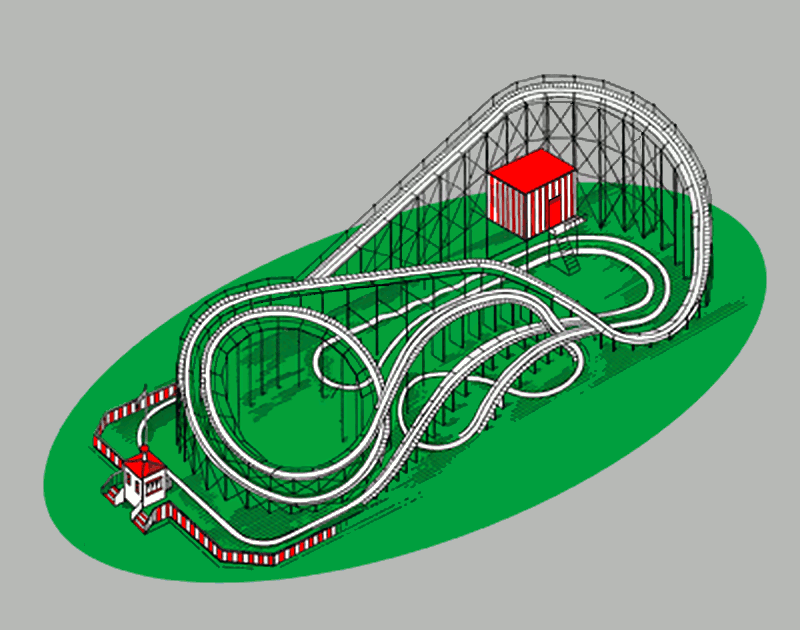
Схема рейок

Американські гірки (англ. Roller coaster, у країнах Заходу — один з найпопулярніших видів атракціонів у парках розваг всього світу.
Такий атракціон є системою рейок спеціальної конструкції, спроєктованих таким чином, аби зчеплені між собою вагонетки з пасажирами різко змінювали напрямок і швидкість руху. Здебільшого вагони не мають власного двигуна, зазвичай їх витягують на перший пагорб, який є найвищим, за допомогою ланцюга, троса, або вмонтованих у рейки коліс, а решту шляху вони долають самостійно, перетворюючи потенціальну енергію в кінетичну та навпаки. Обов'язково маєте бути пристебнуті ременем безпеки

## Історія

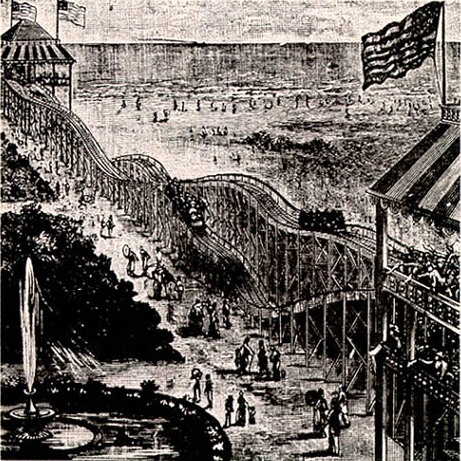
Найперші Американські Гірки на Коні-Айленд, 1887 рік

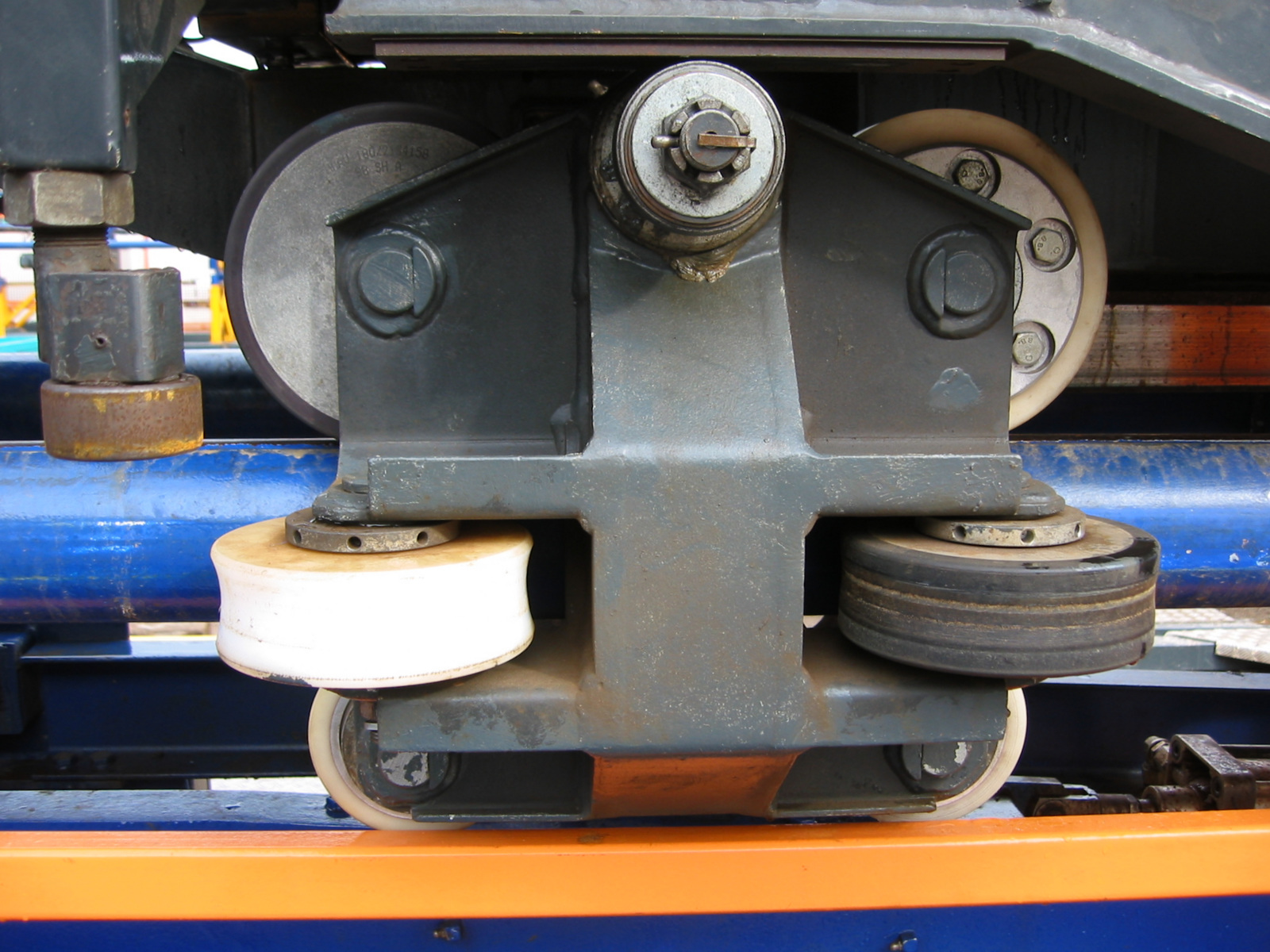
Колісний привід, який застосовується на вагонетках для Американских гірок.

Термін «американські гірки» поширився на території країн пострадянського простору через те, що вперше атракціони цього типу набули популярності в США. Справжня назва — «roller coaster», яка походить від англійського значення «рухатися, змінюватися в непередбачуваному напрямку та несподіваний спосіб». Американські гірки розробив і запатентував винахідник Джон Тейлор (John G. Taylor), зазначивши назву «Switchback Railway», а вперше були побудовані в Коні-Айленді 1884 року. Однак більш відомим є ім’я Ламаркуса Една Томпсона (LaMarcus Adna Thompson), який запатентував понад 30 праць, пов’язаних з «американськими гірками», і спроєктував їх доволі багато в Сполучених Штатах.
Першою згадкою гірок вважають захоплення катанням на санях у Росії в XVII столітті протягом зими. Крижані гірки, побудовані за наказом Петра I під Санкт-Петербургом, мали висоту приблизно 25 м і кут нахилу близько 50°. Катерина II була настільки цим захоплена, що наказала побудувати їх для особистого використання на території царської резиденції. Існує кілька думок щодо того, хто перший запропонував обладнати сани колесами. Деякі історики вважають, що вперше такі гірки з’явилися за часів Катерини II в садах Оранієнбаума 1784 року, проте існує версія про їх створення у Франції.
У Парижі 1812 року відкрили Les Montagnes Russes à Belleville, або «Російські гірки в Бельвілі». Вагонетки цього атракціону були обладнані колесами, які фіксувалися в рейці та забезпечували безпеку за великої швидкості. Перший замкнутий трек створили, імовірно, використовуючи схему, розроблену у Великій Британії, 1846 року. Одномісна вагонетка рухалася замкнутою траєкторією діаметром 4 м.
У 1827 році гірничодобувна компанія Summit Hill в Пенсильванії сконструювала 14-кілометрову залізницю, яка використовує силу тяжіння для переміщення вугілля від місця видобутку в місце відвантаження. До 1850-х років так звана «гравітаційна дорога» (Gravity Road) надавала можливість шукачам екстремальних відчуттів «прокататися з вітерцем» за 50 центів за поїздку. Використовуючи цю ідею, ЛаМаркус Една Томпсон спроєктував гірку, що відкрилася в 1884 році в Коні-Айленді. Пасажирам необхідно було самостійно піднятися на платформу, звідки вони з’їжджали вниз у вагонетках, схожих на лавки. Проїхавши близько 180 метрів, склад підіймався на другу платформу, після чого його переставляли на зворотній шлях, і пасажири з’їжджали назад. Така конструкція незабаром була замінена на замкнену дорогу овальної форми. У 1885 році Філліп Хінк представив публіці дорогу замкненої траєкторії, в якій використовувався автоматичний підйомник. В 1994 ж році почалися розробки пірнаючих гірок, а пізніше — вагонеток, що не мають підлоги.

## Найвищі у світі
- Kingda Ka — найвищий атракціон сьогодення, що розташований у парку «Six Flags Great Adventure» у Нью-Джерсі. Здатний підняти любителів гострих відчуттів на висоту 140 метрів. Вперше запущений у 2005 році, і до 2009 був найшвидшим у світі. Атракціон має трек довжиною в 950 метрів.
- Top Thrill Dragster — атракціон парку «Cedar Point» в штаті Огайо заввишки 130 метрів. На момент відкриття Top Thrill Dragster у 2003 році атракціон встановив 4 світових рекорди: гірки були найвищими, найшвидшими, з наявністю ділянки з кутом падіння під 90° і ділянки крученого падіння завдовжки 120 метрів.
- Superman: Escape from Krypton — розташований в «Six Flags Magic Mountain» в Каліфорнії. Висота даної конструкції становить 125 метрів. Очікувалося відкриття влітку 2012 року, після реконструкції.
- Tower of Terror II — парк Dreamworld, Квінсленд, Австралія. У 1997 році ці гірки були першими, що досягали швидкості в 161 км/год. Довжина падіння становить 100 метрів, а висота конструкції 115 метрів. «Вежа жахів» була реконструйована, відбулись зміни деяких деталей атракціону і знову запущена як «Вежа жаху II» у 2010 році.
- Steel Dragon 2000 — розташований в Nagashima Spa Land в Японії. Найдовші гірки нині (трек довжиною 2 479 метра і висотою 97 метрів). Спорудження атракціону обійшлося його замовникам в 52 млн доларів США, така значна сума склалася в результаті великих витрат на захист від землетрусів.

## Ілюстрації

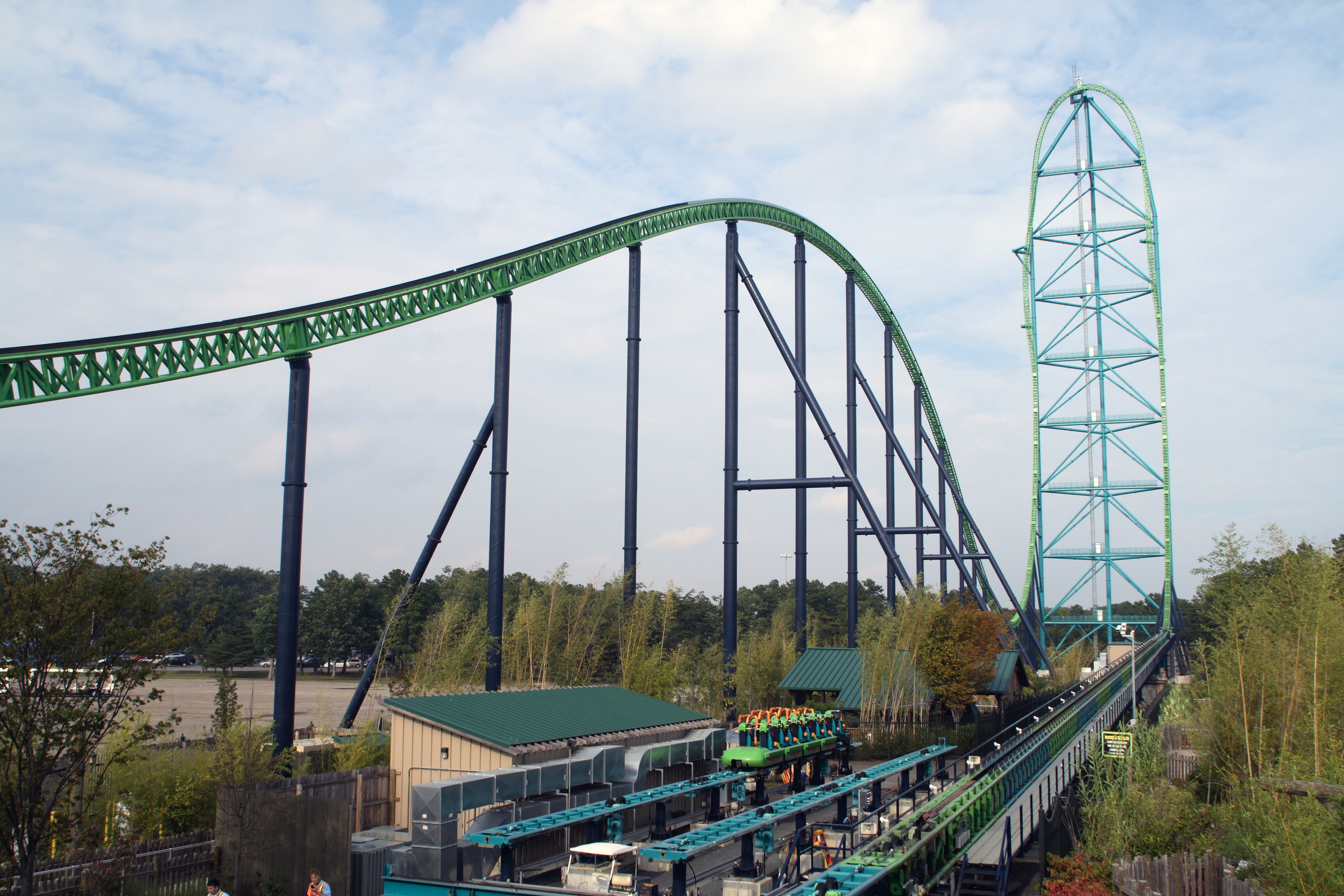
Kingda Ka, найвищі і другі за швидкістю американські гірки в світі, знаходяться в парку «Six Flags», Нью-Джерсі, США
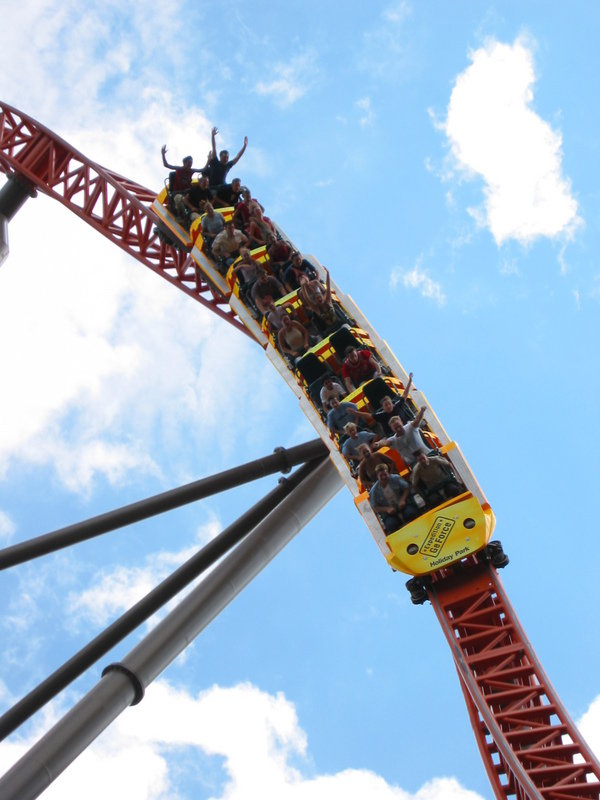
Атракціон «Expedition GeForce», Холідей Парк, Хаслох (Рейнланд-Пфальц)
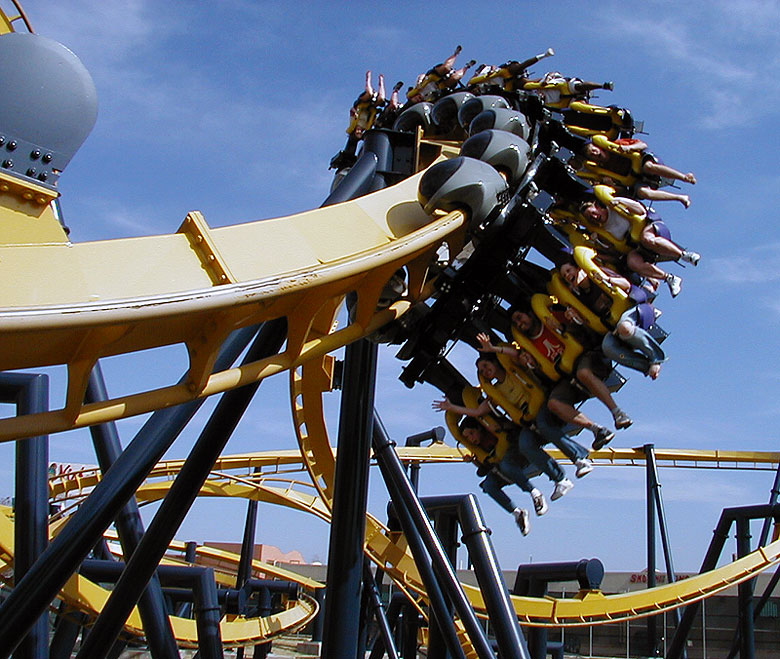
Парк «Шість прапорів над Техасом»[en] (англ. Six Flags Over Texas)
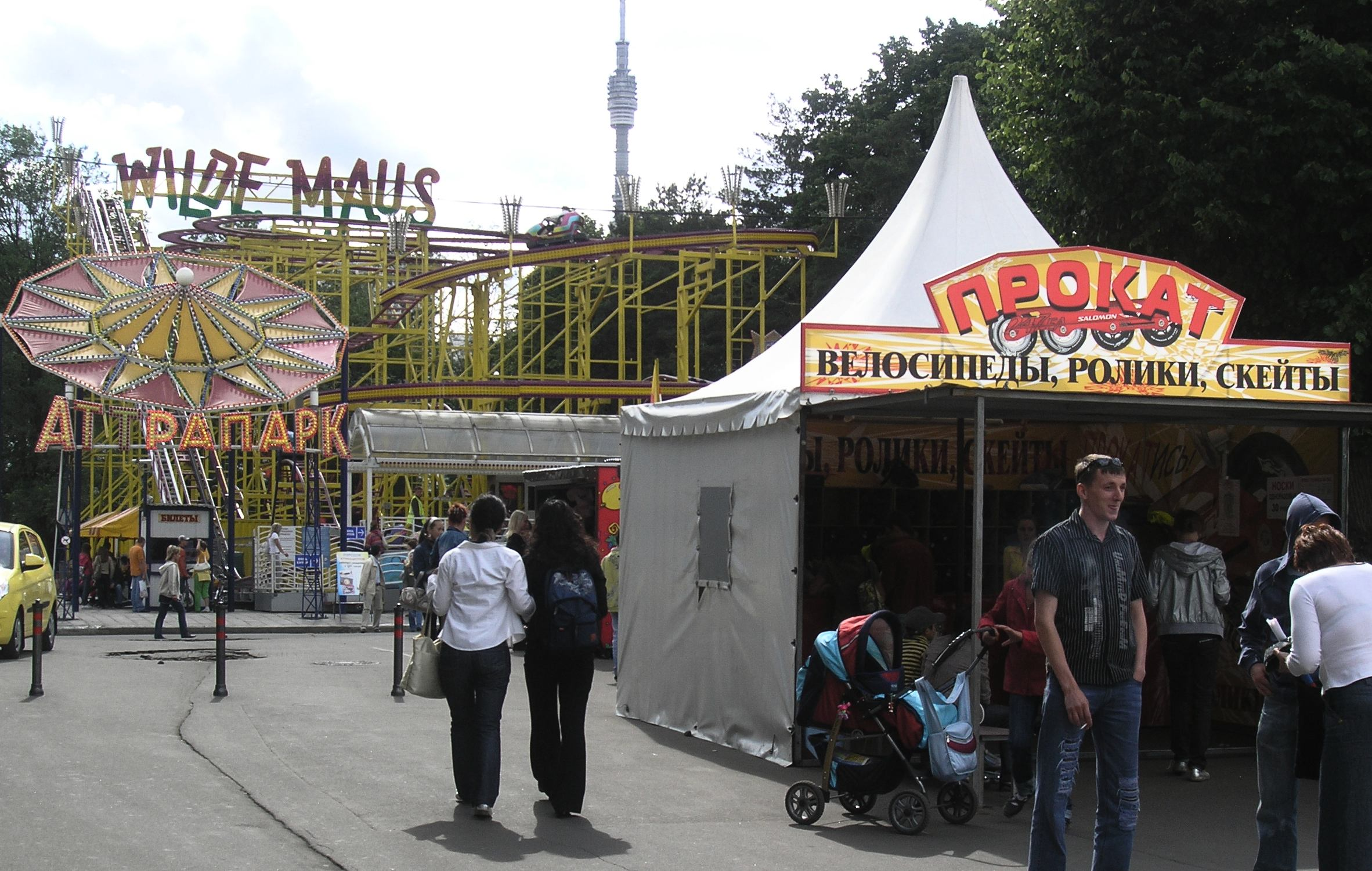
«Wilde Maus» (укр. Дика миша), біля ВВЦ